# Lamprophis fiskii
Espèce
Synonymes
- Lamprophis fiski Boulenger, 1887

Statut de conservation UICN

 LC  : Préoccupation mineure
Lamprophis fiskii est une espèce de serpents de la famille des Lamprophiidae.

## Répartition
Cette espèce est endémique de la province de Cap-Occidental en Afrique du Sud.

## Description
Dans sa description Boulenger indique que le spécimen en sa possession mesure 31,5 cm.

## Étymologie
Son nom d'espèce lui a été donné en l'honneur de M. Fisk qui a donné le spécimen étudié.

## Publication originale
- Boulenger, 1887 : On a new snake of the genus Lamprophis now living in the Society’s Gardens. Proceedings of the Zoological Society of London, vol. 1887, p. 397-398 (texte intégral).